# 管理共有
管理共有（英: Administrative share）とは、オペレーティングシステムのMicrosoft Windows NT系によって作成された非表示のネットワーク共有のことであり、システムアドミニストレータに、ネットワークに接続されたシステム上にあるそれぞれのディスクボリュームにリモートアクセスすることを許可するというものである。これらの共有は完全には削除されないものの、無効化される場合がある。管理者権限を持たないユーザーは、管理共有に接続することが出来ない。

## 共有の種類
管理共有は、下記のものを含む自動的に共有されるリソースの集まりである。
- ディスクボリューム（英語版）:オペレーティングシステム上の全てのディスクボリュームは、管理共有として共有される。これらの共有の名前は、共有ボリュームのドライブレターとドル記号($)から成る。例として、ボリュームC、D、E を持ったシステムは、それぞれC$、D$、E$と名づけられた3つの管理共有を持つ。(NetBIOSは大文字と小文字を区別しない。)

- OSのフォルダ:Windowsにインストールされたフォルダは、admin$として共有される。
- FAXのキャッシュ:FAX送信されたページとカバーページがキャッシュされたフォルダはfax$として共有される。
- IPC共有:名前付きパイプを介したプロセス間通信に使用され、ファイルシステム上に存在しないこの領域は、ipc$として共有される。
- プリンタフォルダ:インストールされているプリンターを示すオブジェクトを含むこの仮想フォルダはprint$として共有される。
- ドメインコントローラ共有:Windows Server系のオペレーティングシステムは、名前にドル記号($)を付さない、sysvolとnetlogonと呼ばれる2つのドメインコントローラ特有の共有を作成する[2]。

## 特徴
管理共有には以下の特徴がある。
1. 非表示:共有名の最後に付けられる「$」は、非表示の共有であることを意味する。Windowsは、共有リストを取得するためのリモートクライアントによって、典型的なクエリで定義される共有の中には、管理共有を一覧表示しない。接続するには、管理共有の名前を把握しておく必要がある[1]。必ずしも全ての非表示共有が管理共有であるとは限らない。すなわち、通常の非表示共有がユーザーによって作成される可能性もあるということである[1]。
2. 自動生成:管理共有は、ネットワーク管理者ではなくWindowsによって作成され、削除された場合、自動的に再生成される[2]。

管理共有はWindows XP Home Editionでは生成されない。

## 管理上の注意
管理共有は、他のネットワーク共有と同様に削除することが可能であり、次の起動時に自動的に再生成されるが、管理共有自体を無効にすることも可能である。
管理共有を無効化するときには、注意が必要である。Microsoft Windows VistaやMicrosoft Windows 7の機能である、ローカルファイルのシャドウコピーを利用する際に、管理共有が必要となる。

## 機能が制限される場合
Microsoft Windows XPには、Windowsドメインに属さないコンピュータ上で利用可能である、「簡易ファイルの共有」という機能を実装している。有効にした場合、ネットワーク共有への着信した全てのアクセス要求を、Windows側で非常に制限されたアクセス権を持つユーザーアカウントである「ゲスト」として認証する。このため、管理共有へのアクセスが事実上無効化される。
Windows Vista以降、セキュリティを強化するために、デフォルトでユーザーアカウント制御(UAC)が使用されている。UACの機能の一つとして、アクセスするユーザーが、Windowsドメインに登録されているユーザーであるか、ビルトインAdministratorアカウントでない限り、ネットワーク経由でローカルコンピュータのネットワーク共有にアクセスするユーザーに管理者権限の使用を拒否することが挙げられる。Windowsドメイン上にない場合は、LocalAccountTokenFilterPolicyにレジストリを追加することで、管理者権限を持つ全てのアカウントに管理共有へのアクセスを許可することが可能になる。